# Myrmarachne legon
Myrmarachne legon  (лат.) — вид аранеоморфных пауков из подсемейства Myrmarachninae семейства пауков-скакунов (Salticidae). Африка (Берег Слоновой Кости, Гана), Азия (Вьетнам). Длина 
от 3 до 6 мм. Карапакс коричнево-чёрный. Моделями для подражания (мирмекоморфия) служат некоторые виды муравьёв рода кампонотус и Crematogaster . Близок к видам Myrmarachne marshalli, Myrmarachne tristis и Myrmarachne bamakoi